# Пий XI
Пий XI (лат. Pius XI, до интронизации — Амброджо Дамиано Акилле Ратти, итал. Ambrogio Damiano Achille Ratti; 31 мая 1857[…], Дезио, Ломбардо-Венецианское королевство, Австро-Венгрия — 10 февраля 1939[…], Ватикан) — папа римский с 6 февраля 1922 года по 10 февраля 1939 года. В годы его понтификата, а именно в 1929 году было учреждено государство Ватикан.

## Ранняя жизнь и карьера

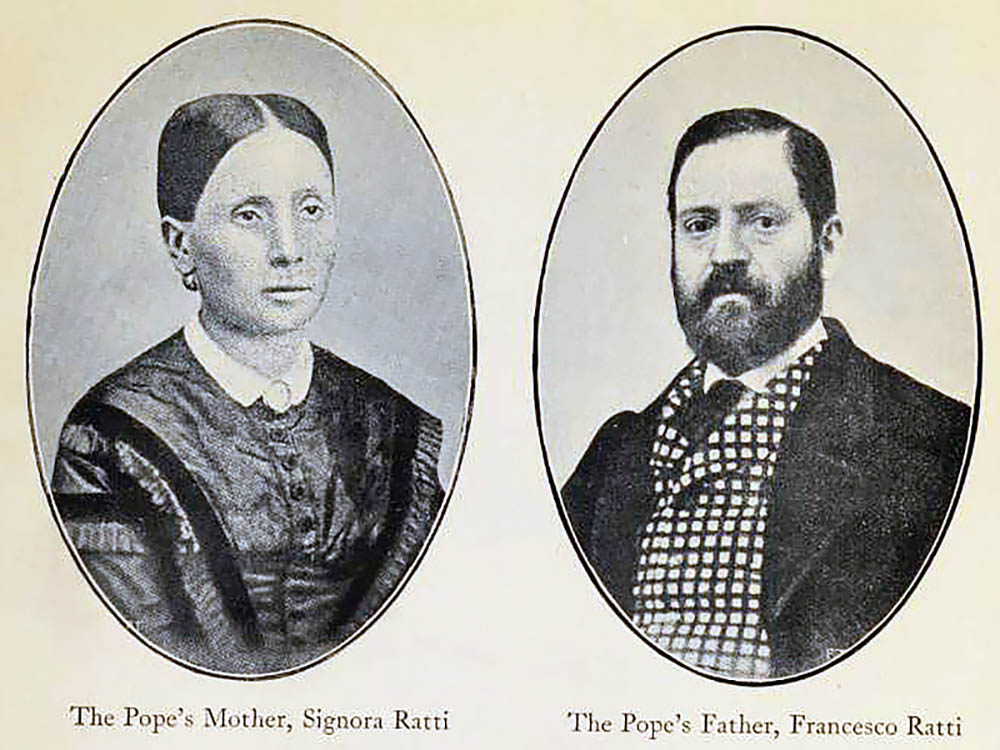
Родители Пия XI

Аброджио Дамиано Акилле Ратти родился в Дезио, в провинции Милан, в 1857 году, и был сыном владельца фабрики по производству шёлка. Был рукоположён в сан священника в 1879 году и начал академическую карьеру в церкви. Он получил три докторские степени (по философии, каноническому праву и богословию) в Папском Григорианском университете в Риме, а затем с 1882 по 1888 был профессором семинарии в Падуе. Его научной специализацией в качестве эксперта были палеография, Учение древних и средневековые церковные рукописи. В конце концов, он оставил преподавание в семинарии для работы на постоянной основе в Амброзианской библиотеке в Милане с 1888 по 1911 годы.
За это время отредактировал и издавал отдельным тиражом в Амвросианский обряд (чин мессы, используемый в архиепархии Милана, за исключением Монцы), а также много писал о жизни и творчестве святого Карла Борромео. Становится префектом библиотеки в 1907 году и проводит тщательную программу восстановления и повторной классификации коллекции Амброзианской библиотеки. В свободное время он также был заядлым спортсменом, занимался альпинизмом, достигал вершин Монте-Роза, Маттерхорн, Монблан и Пресолана. Сочетание учёный-спортсмен-папа не будет больше встречаться до понтификата Иоанна Павла II.
В 1911 году принял приглашение Папы Пия X (1903—1914), переехал в Ватикан и стал вице-префектом Ватиканской апостольской библиотеки, а в 1914 году был назначен префектом.

### Нунций в Польше

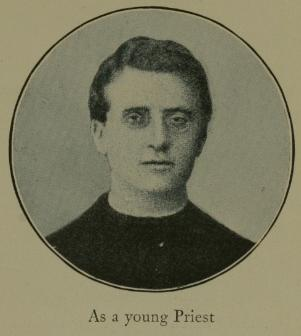
Молодой Ратти, вскоре после рукоположения в священники

В 1918 году Папа Бенедикт XV (1914—1922) попросил его сменить профессию и занять дипломатический пост апостольского представителя (то есть неофициального папского представителя) во вновь образованной Польше, но всё ещё находящейся под немецким и австро-венгерским контролем. В октябре 1918 года Бенедикт XV стал первым главой государства, который поздравил польский народ по случаю восстановления независимости. В марте 1919 года Папа Бенедикт назначил десять новых епископов, а также Акилле Ратти в качестве официального папского нунция в Польше. Ратти был освящён в качестве титульного архиепископа в октябре 1919 года.
Папа и Ратти неоднократно предостерегали польские власти о недопустимости преследования литовского и русинского греко-католического духовенства. Во время наступление большевиков на Варшаву в августе 1920 года, Папа просил весь мир молиться за Польшу, а нунций Ратти был единственным иностранным дипломатом (за исключением турецкого консула), оставшимся в польской столице. Бенедикт XV попросил Ратти доставить его послание польскому епископату, предупреждая о политических злоупотреблениях духовной власти, вновь призывая к мирному сосуществованию с соседними народами, отмечая, что «Любовь к стране имеет свои пределы в справедливости и обязательствах».

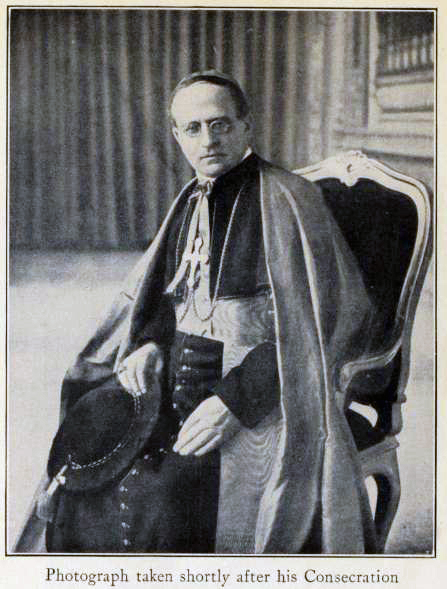
Ратти вскоре после посвящения в епископы

Ратти, как учёный, был выбран Папой Бенедиктом XV для работы в Польше и налаживания связей с Советским Союзом, и был нужен Папе как дипломат, но не как мученик, поэтому Папа запрещал ему любые поездки в СССР, даже если бы он был официальным папским послом в России. Однако кардинал Ратти продолжал поддерживать контакты с Россией, что не создавало симпатии к нему в Польше в то время, и его попросили уйти. «Хотя он честно пытался показать себя другом Польши, Варшава заставила Ратти покинуть свой пост нунция после его нейтральной позиции в Силезском голосовании, что было поставлено под сомнение немцами и поляками». Националистически настроенные немцы возражали против наблюдения польским нунцием за выборами, а поляки были расстроены тем, что он свернул агитацию духовенства. 20 ноября немецким кардиналом Адольфом Бертрамом был объявлен папский запрет на любую политическую деятельность священнослужителей, апогеем чего стала высылка Ратти из Варшавы.

### Архиепископ Милана
На консистории 3 июня 1921 года Папа Бенедикт XV назначил трёх новых кардиналов, в том числе Акилле Ратти, который одновременно был назначен архиепископом Милана. Обращаясь к собранию кардиналов и к Ратти, Папа пошутил говоря: «Ну, сегодня я дал тебе красную шапку, но вскоре он станет белым для каждого из вас». После поздравлений в Ватикане, Ратти отправился в монастырь бенедиктинцев в Монтекассино для молитв и размышлений, чтобы духовно подготовиться к своей новой роли. Ратти также сопровождал миланских паломников в Лурд в августе 1921 года. Получил бурные приветствия, прибыв в свой родной город Дезио, и был возведён на престол в Милане 8 сентября 1921 года.

## Папство

### Избрание

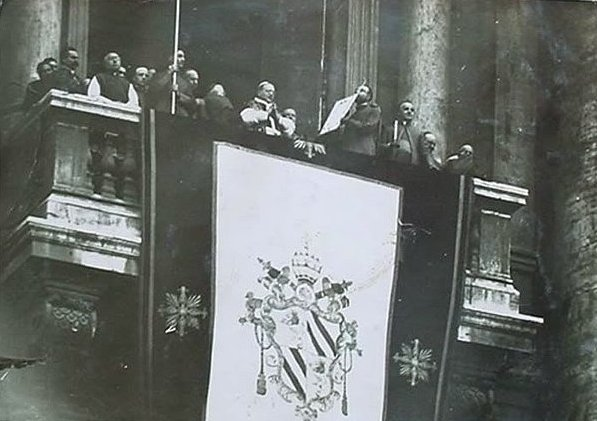
Первое публичное выступление Папы Пия XI сразу после избрания, послание Urbi et orbi

22 января 1922 года Папа Римский Бенедикт XV неожиданно скончался от пневмонии.
На Конклаве для выбора нового Папы Римского, который оказался самым длинным в XX веке, и первым, состоящим только из кардиналов-европейцев, коллегия кардиналов разделилась на две фракции: одна во главе с Рафаэль Мерри дель Валем была сторонником политики и стиля Папы Пия X, а другая во главе с Пьетро Гаспарри отдавала предпочтение стилю Папы Бенедикта XV.
Первые два тура голосования не выявили явного кандидата. Перед началом третьего тура Пьетро Гаспарри обратился к Ратти, сказав что он будет призывать своих сторонников голосовать за Ратти, который был в шоке, услышав это. Когда стало ясно, что ни Гаспарри, ни дель Валь не смогут выиграть, кардиналы стали постепенно отдавать свои голоса Ратти, считая его компромиссной кандидатурой, не бывшего сторонником ни одной из фракций. Кардинал Гаэтано Де Лай подошёл Ратти и, как полагают, сказал: «Мы будем голосовать за вас, ваше преосвященство, если Ваше Высокопреосвященство обещает, что не станет назначать кардинала Гаспарри Государственным секретарём». Ратти, как говорят, ответил: «Я надеюсь и молюсь, что среди очень достойных кардиналов Святой Дух выбирает кого-то другого. Но если меня всё же выберут, я действительно назначу кардинала Гаспарри Государственным секретарём».
Ратти был избран Папой Римским на четырнадцатом туре конклава по 6 февраля 1922 года и принял имя «Пий XI», пояснив, что Пий IX был Папой его юности, а Пий X назначил его главой Ватиканской библиотеки. Сразу после выборов, Пьетро Гаспарри был переназначен Государственным секретарём.
Первым шагом нового Папы Римского Пия XI стало возрождение традиционного благословения с балкона Urbi et orbi («к городу и к миру»), от которого отказались его предшественники после потери статуса Ватикана в составе итальянского государства в 1870 году. Это свидетельствовало о его открытости и сближению с правительством Италии.

### Общественное учение: «Мир Христа в царствовании Христа»

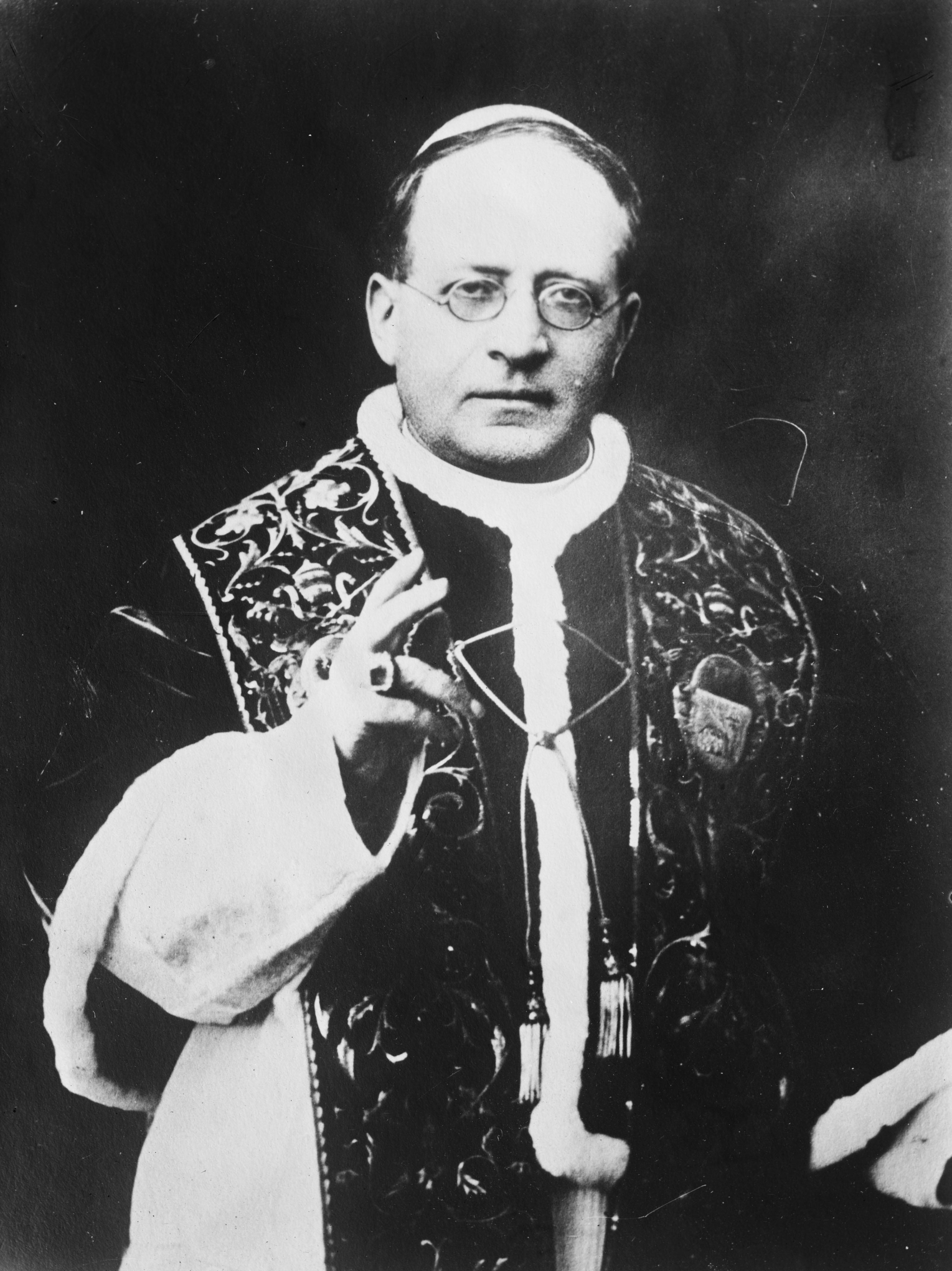
Пий XI

Первая энциклика Пия XI как Папы Римского была напрямую связана с его целью христианизации всех аспектов общества, становящегося всё более светским. Энциклика Ubi arcano Dei consilio, обнародованная 23 декабря 1922 года, провозглашала торжественное открытие «Католического действия».
Доказательная база массовых католических организаций мирян была сформулирована в двух энцикликах от 1929 и 1930 годов.
«Divini illius Magistri» («Божественный Учитель») от 31 декабря 1929 года провозглашала христианское образование истинным образованием, которое имеет приоритет над светским:

Во время повышения материального благосостояния, многие люди надеются на совершенствование своего развития и образования. В этом случае они забывают, что человек был создан по образу Бога, и таким образом, что любое образование идёт только от сил человеческих для исцеления болезней. Однако же только христианское образование является истинным образованием, и только христианское образование благоприятно для души человека, для постижения Бога и человеческого сообщества.
«Casti Connubii» («О целомудренности брака») от 31 декабря 1930 года подчеркнула святость брака и запретила использование искусственного контроля над рождаемостью (контрацепция) и абортами:

… Брак есть таинство и божественное учреждение и, следовательно, он неразрывен. Преимущества брака в деторождении, воспитании детей, единстве и супружеской верности. Семья же есть внутреннее общество, основанное на единстве, целомудрии, достоинстве и послушании.

… Жена должна быть покорной своему мужу, а муж должен любить свою жену, как «Христос возлюбил Церковь Свою». Это не отрицает и не отнимает свободу, которая полностью принадлежит женщине, с точки зрения её достоинства как личности, а также с учётом её наиболее благородной роли жены и матери; покорность жены в гармонии с разумом и достоинством не ущемляет её права, когда требуется выполнять просьбы мужа. Ибо если мужчина голова, то женщина это сердце, а так как он занимает первое место в управлении, то жена может и должна требовать для себя первенства в любви.

### Политические учения
В отличие от некоторых своих предшественников в XIX веке, которые выступали за монархию и отвергали демократию, Пий XI принял прагматический подход к различным формам правления. В своей энциклике Dilectissima Nobis от 3 июня 1933, в которой он рассмотрел положение Церкви в республиканской Испании, Папа провозгласил:

«Всем известен тот факт, что Католическая церковь никогда не была связана ни с одной формой правления больше, чем с другой, при которой Божественные права и христианская совесть находятся в безопасности. Они не находит какие-либо трудности к своей адаптации в различных гражданских институтах, будь то монархия или республика, аристократия или демократия».

### Социальные учения
Пий XI призвал к восстановлению экономической и политической жизни на основе религиозных ценностей. Энциклика «Quadragesimo Anno» от 15 мая 1931 года, написана к сорокалетию опубликования энциклики «Rerum Novarum» Папы Льва XIII (1878—1903) и развивающая католическую социальную доктрину, и была направлена против как социализма, так и безудержного капитализма, как врагов свободы и достоинства человека. Пий XI предлагал экономику, основанную на сотрудничестве и солидарности.
В «Quadragesimo Anno» Папа заявил, что социальные и экономические вопросы являются жизненно важными для Церкви не с технической точки зрения, но с точки зрения моральных и этических вопросов. К этическим вопросам относится и характер частной собственности с точки зрения его функции для общества и развития личности. Папа определил справедливую заработную плату, и заклеймил эксплуатацию труда в международном капитализме и материально, и духовно.

#### Частная собственность
Церковь играет важную роль в обсуждении вопросов, связанных с социальным порядком. Социально-экономические проблемы являются жизненно важными для неё не с технической точки зрения, но с точки зрения морально-этических проблем. К этическим соображениям относится и характер частной собственности. В католической церкви сложилось несколько противоречивых мнений по данному вопросу. Папа Пий XI заявляет, что частная собственность необходима для развития и свободы личности. Те, кто отрицает частную собственность, отрицают и личную свободу и развитие. Также Пий XI заявляет, что частная собственность имеет социальную функцию, и теряет свою нравственность, если она не подчинена общему благу. Поэтому правительства имеют право на перераспределение полномочий на права частной собственности. В крайних случаях, Папа может дать государству право экспроприации частной собственности.

#### Капитал и труд
Связанными с частной собственностью вопросом, говорил Пий XI, являются соотношение между капиталом и трудом и определением справедливой заработной платы. Пий XI разрабатывает следующий этический мандат: Церковь считает извращением индустриального общества разделение резко противоположных сторон в зависимости от уровня их дохода. Он приветствует все попытки облегчить эти различия. Три элемента определяют справедливую заработную плату: семья работника, экономическое состояние предприятия и экономика в целом. Семья имеет врождённое право на развитие, но это возможно только в рамках действующей экономической системы и политики предпринимательства. Таким образом, Пий XI приходит к выводу, что сотрудничество, а не конфликт является необходимым условием, учитывая взаимозависимость участвующих сторон.

#### Социальный порядок

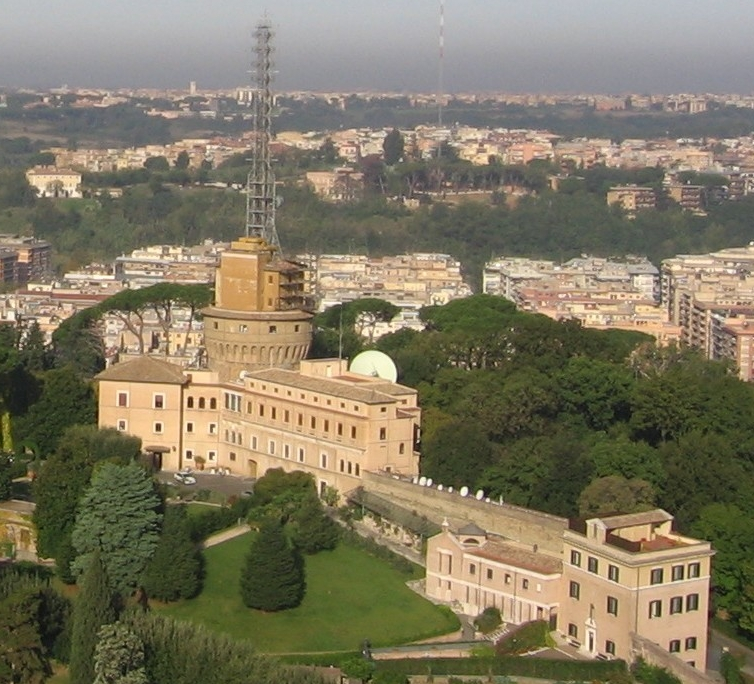
Здание администрации и радиобашни в Ватикане

Пий XI считал, что результаты индустриализации в меньшей степени проявились на индивидуальном и общественном уровне, так как многочисленные свободные общественные организации поглощаются более крупными. Общество индивидуумов становится массовом и классовым обществом. Люди гораздо более взаимозависимыми, чем в древние времена, и стали эгоистическими или классов-ориентированными для того, чтобы сохранить какую-то свободу для себя. Папа требует большей солидарности, особенно между работодателями и работниками, посредством новых форм сотрудничества и общения. Пий XI показывает негативное представление о капитализме, особенно на анонимных международных финансовых рынках. Он идентифицирует определённые опасности для малых и средних предприятий, которые имеют недостаточный доступ к рынкам капитала и поглощены или разрушены более крупными предприятиями. Папа предупреждает, что капиталистические интересы могут стать опасностью для наций, которая может быть сведена к «скованным рабам по индивидуальным интересам».
Пий XI был первым Папой, использовавшим мощь современных коммуникационных технологий в евангелизации всего мира. Он основал Радио Ватикана в 1931 году, и был первым Папой, речь которого транслировалась по радио.

## Внутренние дела церкви и экуменизм

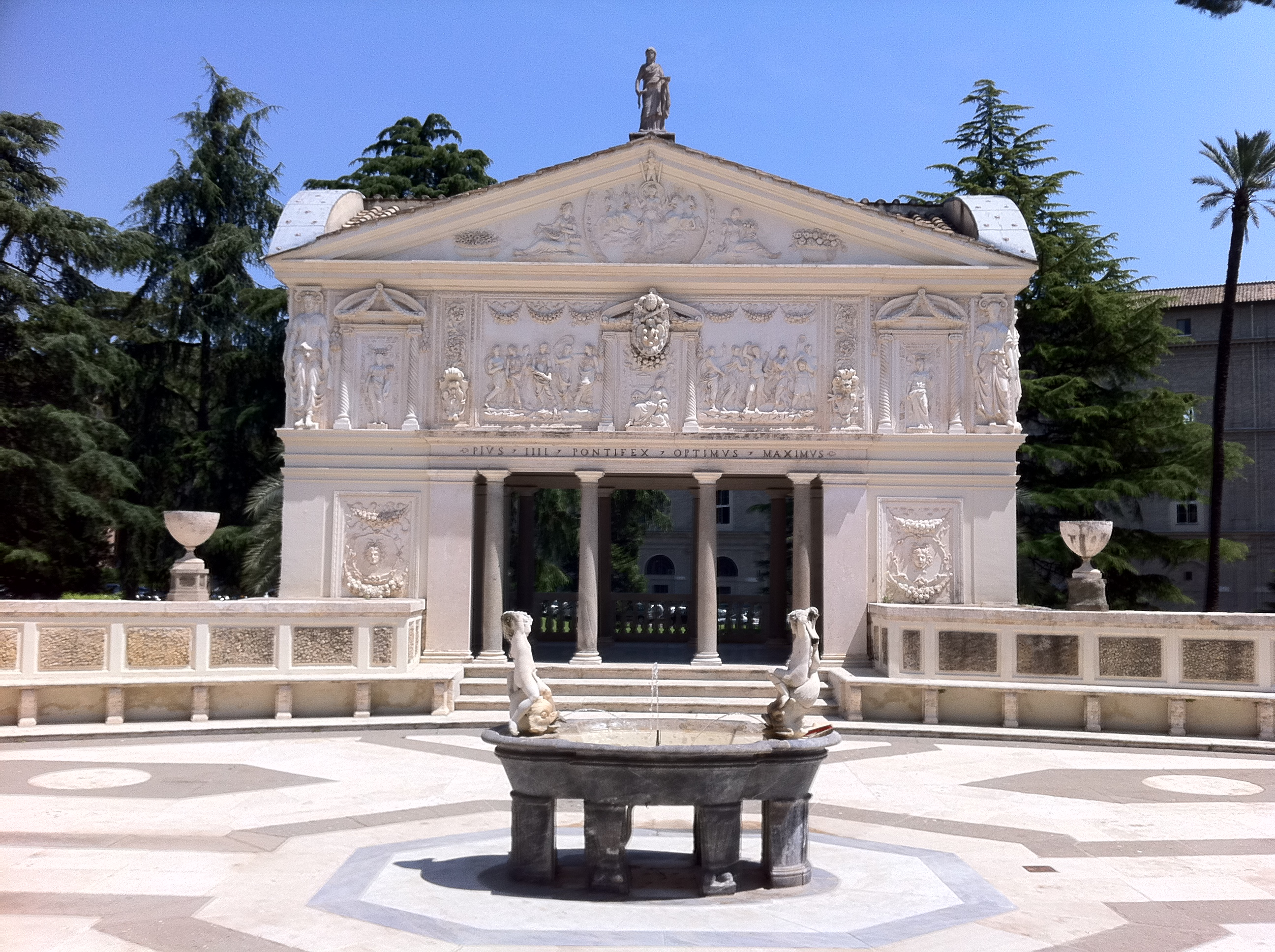
Дворик Папской академии наук

Во внутрецерковном управлении Пий XI в основном продолжил политику своего предшественника. Как и Бенедикт XV, он подчеркивал важность распространения католицизма в Африке и Азии и подготовку местного духовенства на территориях этих миссий. Пий XI призывал каждый религиозный орден посвятить часть своего личного состояния и ресурсов для миссионерской работы.
Пий XI продолжил подход Бенедикта XV к вопросу о борьбе с угрозой модернизма в католической теологии. Папа был полностью ортодоксальным теологически и не имел никакого сочувствия к модернистским идеям и основным релятивистским католическим учениям. Он осудил модернизм в своих сочинениях и обращениях. Однако, его отрицательное отношение к модернистской теологии не означало отказа от новых научных направлений в Церкви, если они были разработаны в рамках ортодоксальности и были совместимы с учением Церкви. Пий XI был заинтересован в поддержке серьёзных научных изысканий в Церкви, для чего была основана Папская академия наук в 1936 году, целью которой стало исследование математических, физических и естественных наук и связанных с ними богословских вопросов.
В своей энциклике «Miserentissimus Redemptor» от 8 мая 1928 года Пий XI поощрил преданность братства Святейшего Сердца Иисуса Христа идеалам любви и богопочитания.
Папа канонизировал некоторых святых: Жана Батиста Мари Вианнея (1925), Терезу из Лизьё (17 мая 1925), Бернадетту Субиру (8 декабря 1933), Иоанна Боско (1 апреля 1934), Джона Фишера (19 мая 1935) и Томаса Мора (1935).

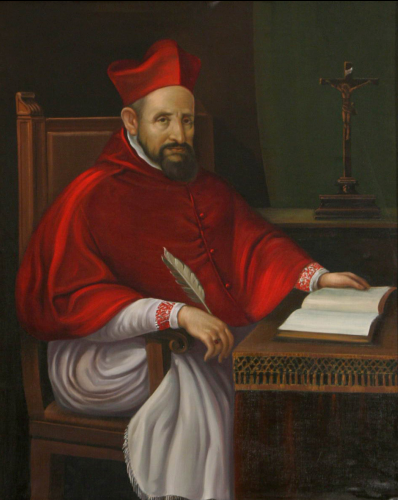
Учитель Церкви Роберто Беллармин

 Он также назвал несколько новых Учителей Церкви: Петра Канизия (1925), Иоанна Креста (1926), Альберта Великого (1931) и Роберто Беллармина (1931).
Пий XI был первым Папой, который напрямую обратился к христианскому экуменическому движению. Как и Бенедикт XV, Пий XI был заинтересован в достижении воссоединения с православием (в противном случае он решил уделять особое внимание восточнокатолическим церквям). Он также разрешил диалог между католиками и англиканами (Малинский диалог), который был запланирован во время понтификата Бенедикта XV, и прошёл в городе Мехелен в Бельгии под председательством архиепископа Мехелена-Брюсселя кардинала Дезире-Жозефа Мерсье (со стороны Ватикана) и поддержке архиепископа Кентерберийского Рэндалла Дэвидсона и архиепископа Йоркского Космо Гордона Лэнга (со стороны Англиканства) с 1921 по 1927. Тем не менее, на самом деле эти предприятия были твёрдо нацелены на воссоединение с Римско-католической церковью и других христиан, которые в основном соглашались с католической доктриной, в результате чего возвращались под папскую власть. По отношению к широкому пан-протестантскому экуменическому движению Пий XI занял более негативное отношение.
В 1928 году в энциклике «Mortalium animos» Папа отклонил идею о том, что христианское единство может быть достигнуто путём создания широкой федерации многих органов, обладающих противоречивыми доктринами; Католическая церковь есть истинная Церковь Христа: «объединение христиан может быть достигнуто только возвращением к истинной Церкви Христовой тех, кто был отделён от неё в прошлом, и был несчастным покинув её».

## Международные отношения

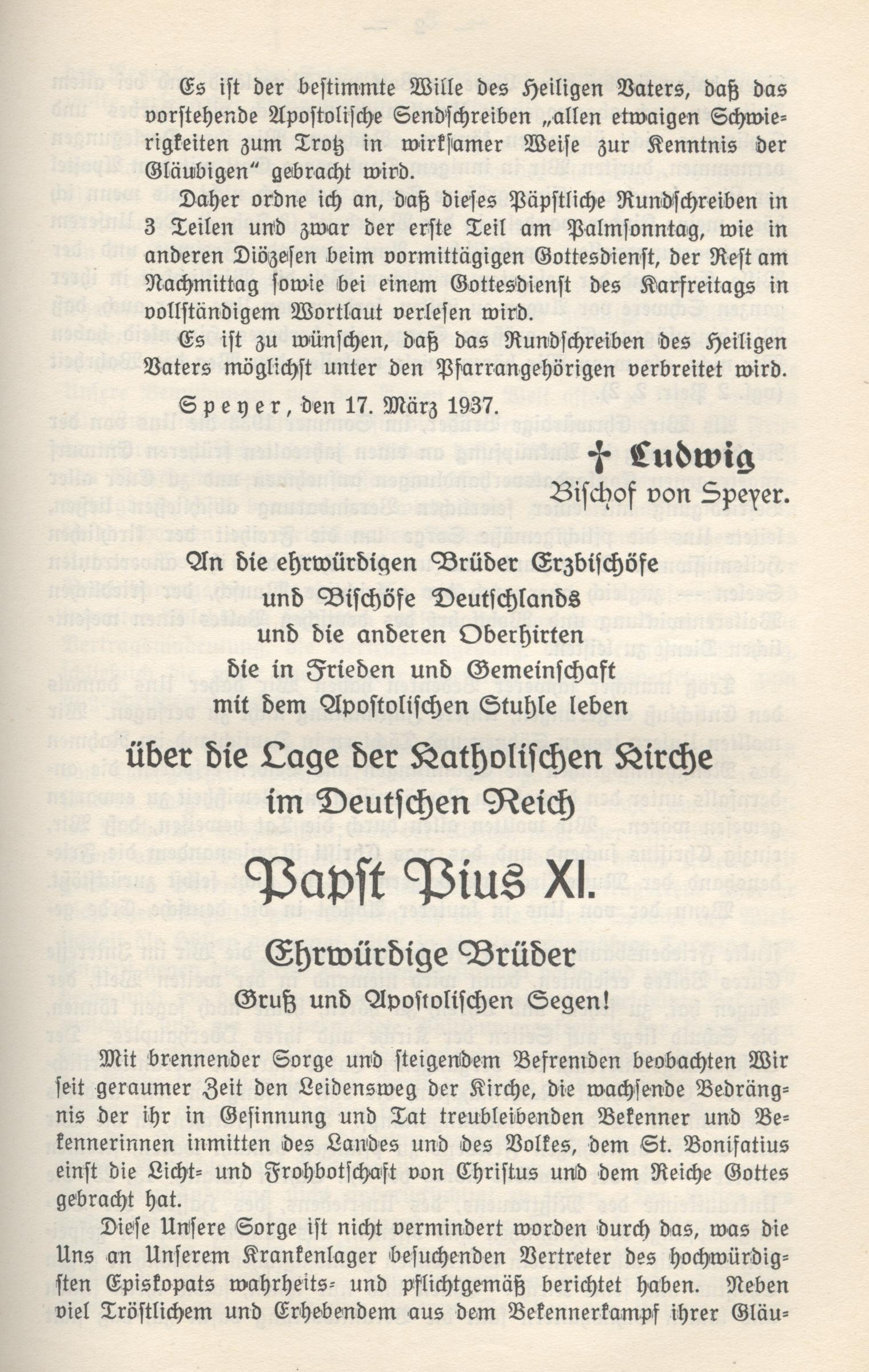
Энциклика «Mit brennender Sorge» («С огромной обеспокоенностью»)

Понтификат Пия XI совпал с первыми последствиями после Первой мировой войны. Многие старые европейские монархии прекратили существовать, формировался новый мировой порядок на всех континентах. На востоке возник Советский Союз. В Италии к власти пришёл фашистский диктатор Бенито Муссолини, в то время как в Германии после захвата власти нацистами рухнула хрупкая Веймарская республика.
Понтификат Пия XI стал одним из наиболее результативных в дипломатической деятельности Ватикана. Церкви удалось добиться крупных успехов по нескольким позициям в 1920-е годы, улучшив отношения с Францией, урегулировав Римский вопрос с Италией и добиться признания независимого государства Ватикан. Существенным шагом в дипломатии Ватикана в годы понтификата Папы Пия XI стали конкордаты. Папа заключил восемнадцать таких договоров. Однако, как писал Питер Хебблтуэйт «такие конкордаты не доказали свою прочность и полностью провалились в своих целях сохранения институциональных прав Церкви, тогда как Европа вступала в период, в течение которого такие соглашения были расценены как простые клочки бумаги».
С 1933 по 1936 Пий XI написал несколько протестов против нацистского режима, а его отношение к Муссолини в Италии резко изменилась в 1938 году, после того, как нацистская расовая политика была принята в Италии. Пий XI наблюдал нарастающую волну тоталитаризма с тревогой, и написал три энциклики: «Non abbiamo bisogno» («Нам не нужен») от 29 июня 1931 года против итальянского фашизма, «Mit brennender Sorge» («С огромной обеспокоенностью») от 10 марта 1937 года против нацизма, и «Divini Redemptoris» («Божественный Искупитель») от 19 марта 1937 года против безбожного коммунизма.
Он также бросал вызов экстремистскому национализму во Франции и антисемитизму в Соединённых Штатах.

### Отношения с Францией
Республиканское правительство Франции уже давно было сильно антицерковным. Закон об отделении Церкви от государства, принятый в 1905 году, запретил многие религиозные организации во Франции, объявил все церковные здания государственной собственностью, что в конечном итоге привело к закрытию большинства церковно-приходских школ. С этого времени Бенедикт XV стремился к сближению, но это не было достигнуто до правления Пия XI.
В энциклике «Maximam Gravissimamque» от 18 января 1924 года, негласно были решены многие спорные моменты и терпимое сосуществование стало возможным. В 1926 году Пий XI осудил «Французское действие» («Аксьон Франсез») — монархическое движение, которое до этого времени действовало при поддержке многих французских католиков. Папа рассудил, что было бы безумием для французской Церкви продолжать связывать свои судьбы с маловероятной мечтой о восстановлении монархии. Движение, которое ставило одной из своих целей строгую приверженность католицизму, с концу 30-х годов всё более приобретало черты национализма и профашистского характера, после освобождения Франции от немецкого оккупационного режима в 1944 году было ликвидировано.

### Отношения с Италией и Латеранские соглашения

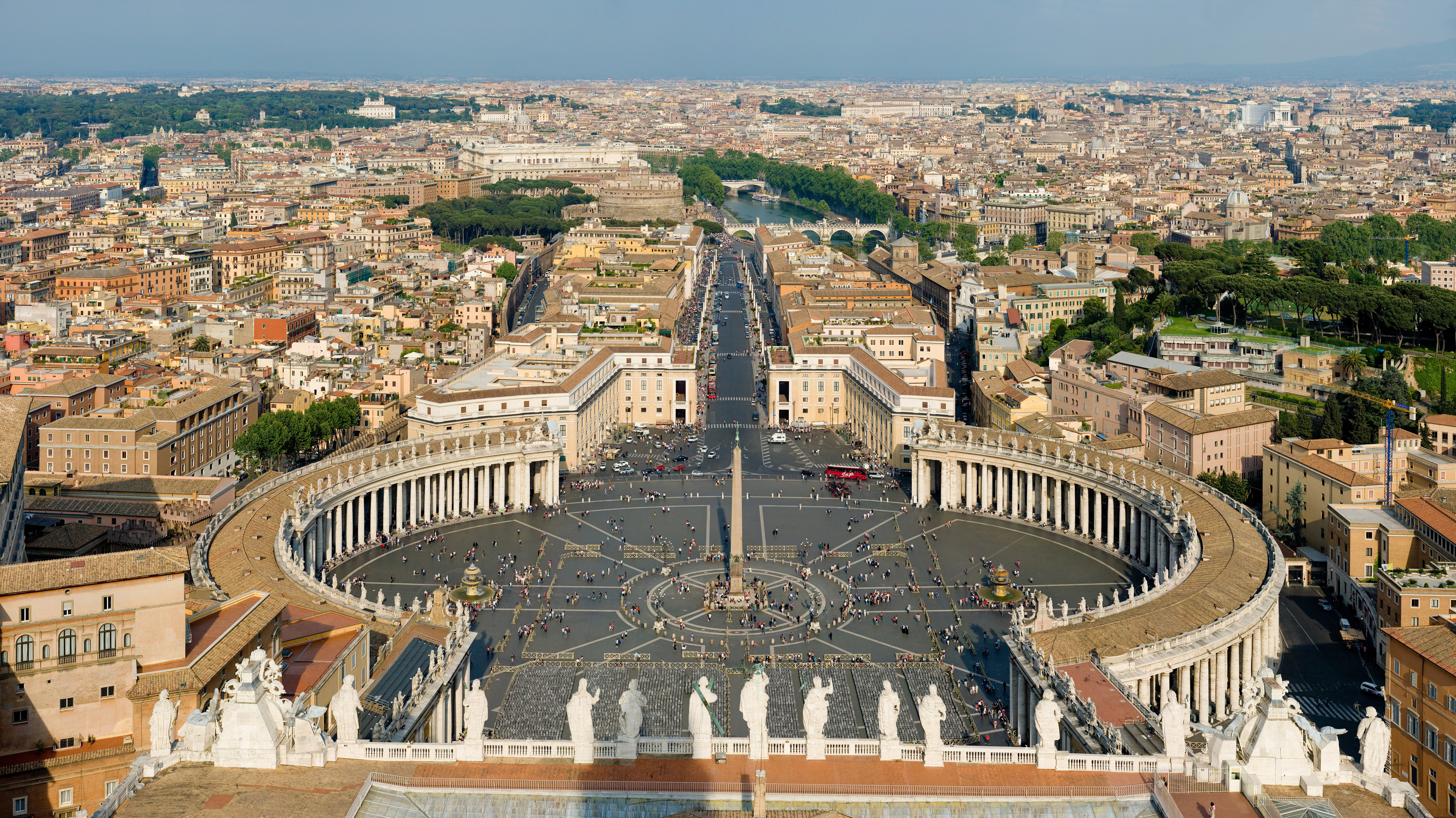
Вид на Рим и Площадь Святого Петра с купола Собора Святого Петра, июнь 2007

Пий XI задался целью положить конец длинному разрыву во взаимоотношениях между папством и итальянским правительством, и ещё раз получить признание суверенной независимости Святого Престола. Большая часть Папской области была захвачена войсками короля Италии Виктора Эммануила II (1861—1878) в 1860 году и легла в основу единого итальянского государства, Рим с областями Лацио и Венеция вошли в состав единой Италии в 1870 году. Ватикан и итальянское правительство с тех пор находили в более чем недружественных отношениях: Папа отказался признавать захват папской области итальянским государством и добровольно стал «узником Ватикана», а позиция итальянского правительства в ответ была резко антицерковной. Пий XI посчитал, что теперь компромисс станет лучшим решением.
Для того чтобы поддержать свой новый режим, Бенито Муссолини также был готов к соглашению. После долгих переговоров, в 1929 году Папа контролировал подписание Латеранских соглашений с итальянским правительством. В соответствии с условиями договора, который был один из подписанных документов, Ватикан получил независимость в качестве государства в обмен на отказ от своих притязаний на бывшие территории Папской области. Таким образом, Пий XI стал главой государства (пусть и самого маленького государства в мире), и первым Папой Римским, которого можно было бы назвать главой государства после утраты независимости Папского государства в процессе объединения Италии в конце XIX века.

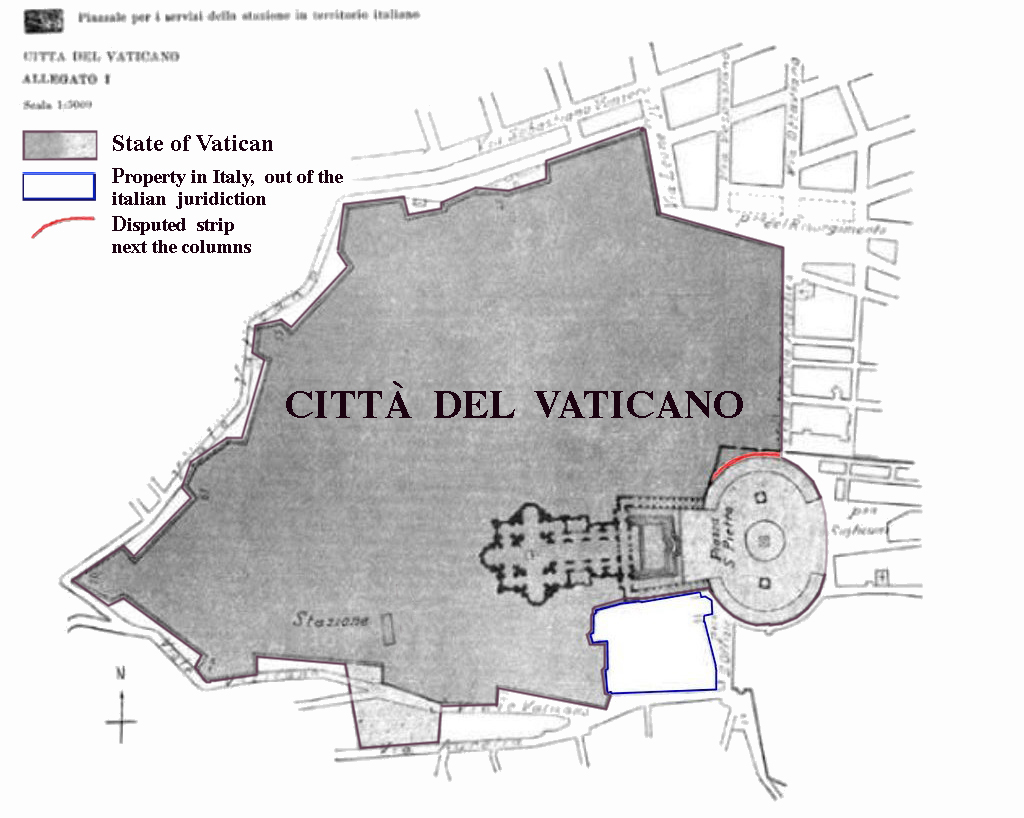
Территория Ватикана согласно Латеранским соглашениям

Конкордат, который был ещё одним из подписанных документов, признал католицизм единственной религией государства (что к тому времени уже соответствовало итальянскому законодательству, в то время как к другим религиям относились терпимо), предусматривал зарплату священникам и епископам, устанавливал гражданское признание церковных браков (ранее супружеские пары должны были иметь гражданскую церемонию бракосочетания), и вводил религиозное обучение в государственных школах. В свою очередь, епископы присягнули на верность итальянскому государству, которое имело право вето на их выбор.
Церковь официально не поддерживала фашистский режим; сильные различия остались, но кипящая враждебность закончилась. Церковь особенно одобряла внешнюю политику Италии, заключающуюся, кроме прочего, в поддержке фашистского мятежа в Испании, и поддержке завоевания Эфиопии. Трения между Ватиканом и итальянским правительством Муссолини продолжились, когда Муссолини захотел объединить в свою фашистскую молодёжную организацию часть молодёжи из Католического действия.
Третий документ в договоре предусматривал безвозмездную выплату Ватикану 1750 млн лир (около $100 млн) за изъятие церковного имущества с 1860 года. Пий XI вкладывал эти деньги в фондовые рынки и недвижимость. Для того чтобы управлять этими инвестициями, Папа назначил профессионального банкира Бернардино Ногара, который за счёт эффективных инвестиций в акции, золото, и фьючерсные рынки, существенно улучшил и увеличил финансирование Католической Церкви. Доход в основном шёл на содержание дорогих в обслуживании исторических зданий в Ватикане, которые до 1870 года обеспечивались за счёт средств папской казны.
Отношения Ватикана с правительством Муссолини резко ухудшились после того, как с 1930 года тоталитарные амбиции Муссолини начали распространяться всё больше и больше на автономию Церкви. Например, фашисты пытались поглотить католические молодёжные группы. В ответ Пий XI в 1931 году издал энциклику «Non Abbiamo Bisogno» («У нас нет необходимости»). Он осудил преследование Церкви в Италии и «языческие поклонения государству». Он также осудил революцию фашизма, «которая отрывает молодых людей от Церкви и от Иисуса Христа, и которая прививает молодёжи ненависть, насилие и непочтительность».
С первых дней захвата власти нацистами в Германии, Ватикан предпринимал дипломатические усилия, направленные на попытку защитить евреев Германии. Весной 1933 года, Папа Пий XI призвал Муссолини просить Гитлера сдерживать антисемитские действия, происходящие в Германии. Тогда же Муссолини призвал Пия XI отлучить Гитлера от церкви, так как он предполагал, что это сделало бы его менее агрессивным в католической Австрии и уменьшило бы опасность для Италии и Европы. Ватикан отказался подчиниться, после чего Муссолини в ответ начал сотрудничать с Гитлером, приняв его антисемитскую и расовую теорию. В 1936 году Церковь в Германии подвергалась преследованиям, Италия и Германия объединились в ось Берлин-Рим.

### Отношения с Германией и Австрией

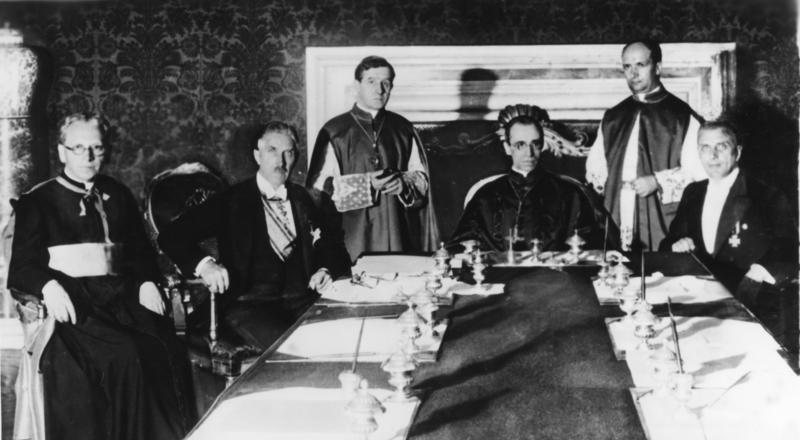
Подписание Конкордата с нацистской Германией 20 июля 1933 года. Слева направо: немецкий священник Людвиг Каас, немецкий вице-канцлер Франц фон Папен представляющий Германию, секретарь Священной конгрегации чрезвычайных церковных дел Джузеппе Пиццардо, Государственный секретарь Святого Престола кардинал Пачелли, апостольский протонотарий Альфредо Оттавиани посол Германии при Святом Престоле Баттманн, Рудольф

Изначально единичные случаи преследования Католической Церкви в Германии, стали массовыми после Переворота 1933 года. В последние дни Веймарской республики недавно назначенный канцлером Адольф Гитлер стал быстро устранять Политический католицизм. Вице-канцлер Франц фон Папен был отправлен в Рим для переговоров о заключении Конкордата Рейха со Святым Престолом.
Британский историк Ян Кершоу писал, что «Ватикан был озабочен тем, чтобы достичь соглашения с новым правительством, несмотря на продолжающееся преследования католического духовенства, и прочие безобразия, совершаемые национал-радикалами против Церкви и её организаций». Были проведены переговоры с кардиналом Эудженио Пачелли, который впоследствии стал Папой Пием XII (1939—1958).
Конкордат с нацистской Германией был подписан Пачелли и германским правительством в июне 1933 года, и в частности, предусматривал гарантии свободы для Церкви, независимость для католических организаций и молодёжных групп, а также религиозное обучение в школах. Договор представлял собой расширение уже существующих конкордатов с Пруссией и Баварией, но как писал бывший священник, впоследствии британский журналист Питер Хебблтуэйт, «казалось, что этот конкордат был больше похож на капитуляцию: он фактически устанавливал самоубийство Партии Центра…».
«Соглашение», писал Уильям Ширер, «вряд ли было бы подписано, если бы не было нарушено нацистским правительством». 25 июля нацисты приняли «Закон о стерилизации», который в глазах Католической Церкви был нарушением её прав. Пять дней спустя начали распускаться и упраздняться организации католической молодёжи. Духовенство, монашество и миряне стали мишенью нацизма, что привело к тысячам арестов в течение последующих лет, часто по сфабрикованным обвинениям в контрабанде валюты или безнравственности.
В феврале 1936 года Гитлер направил Пию XI телеграмму, поздравив Папу Римского с годовщиной его коронации, но Папа в ответ лишь критиковал то, что происходило в Германии. Константин фон Нейрат министр иностранных дел Германии хотел даже сдерживать его, но Пий XI продолжал настаивать на критике происходящего.

#### Отношения с Австрией

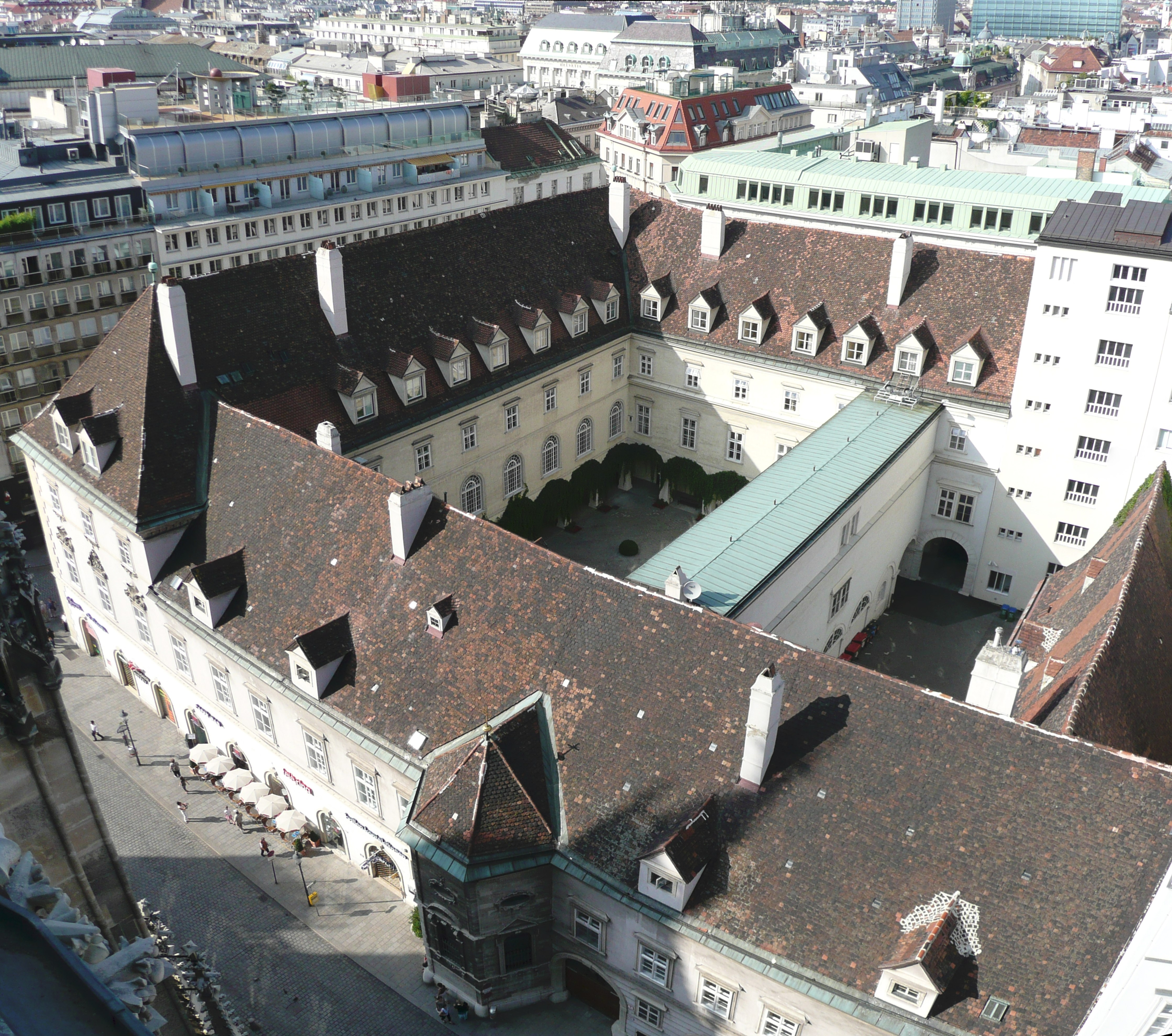
Архиепископский дворец, современный вид с Собора Святого Стефана

Папа поддерживал христианских социалистов в Австрии, стране с преобладающим католическим населением, но с большой долей светскости. Папа поддерживал режим Энгельберта Дольфуса (1932—1934), которых хотел ориентировать общество согласно папским энцикликам. Дольфус подавил антицерковные элементы и социализм, но был убит 25 июля 1934 года австрийскими нацистами, имевшими поддержку в Берлине, и начавшими кампанию широкомасштабного саботажа и террора. Его преемник Курт Шушниг (1934—1938) также был про-католическим политиком и получал поддержку Ватикана. Аннексия Австрии была произведена нацистской Германией в начале 1938 года.
По указанию австрийского кардинала Теодора Иннитцера, архиепископа Вены и примаса Австрии, колокола австрийской столицы в день приезда Гитлера в Вену 14 марта 1938 года были украшены свастикой и непрестанно звонили. Однако, как писал британский историк Марк Мазовер, «таких жестов было не достаточно, чтобы успокоить австрийских национал-радикалов, и прежде всего гауляйтера Вены Одило Глобочника». Глобочник начал крестовый поход против Церкви, по его указанию нацисты конфисковали церковную собственность, закрыли католические организации и сослали многих священников в концлагерь Дахау.
Гнев по поводу обращения Церкви в Австрии быстро рос и 7 октября 1938 года, как писал Марк Мазовер, «мир увидел самый первый акт открытого массового сопротивления новому режиму», когда Теодор Иннитцер отслужил мессу против нацизма «только Христос — наш царь и вождь» в Соборе Святого Стефана в Вене, на которой несмотря на запрет католических организаций молодёжи собралось около 10000 людей. В ответ на это на следующий день (8 октября) члены Гитлерюгенда взяли штурмом и разграбили резиденцию архиепископа Вены.
Конференция католических епископов США писала, что Папа Пий XI «снова протестовал против насилия нацистов, напоминая что Нерон и Иуда были предателями, и сравнивал Гитлера с Юлианом Отступником».

#### Mit brennender Sorge

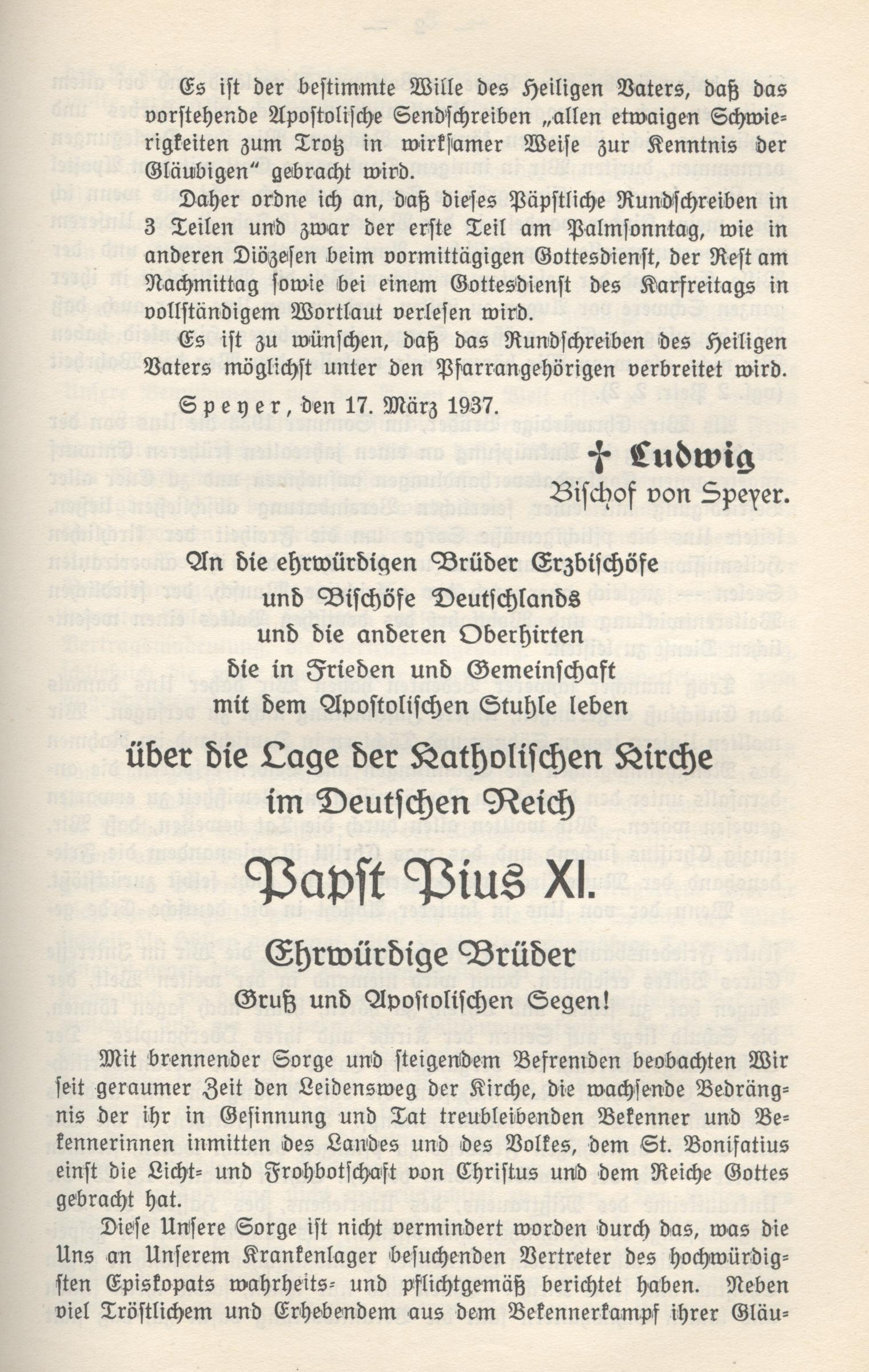
Страница энциклики «Mit brennender Sorge»

Нацисты устанавливали свою юрисдикцию над коллективной и общественной деятельностью, препятствовали работе католической школы, молодёжных групп, рабочих клубов и культурных обществ. В начале 1937 года епископат католической церкви в Германии, который первоначально попытался сотрудничать с нацистским режимом, стал разочаровываться новой властью. 10 марта 1937 года Папа Пий XI издал энциклику «Mit brennender Sorge» («С огромной обеспокоенностью»), обвинив нацизм и нацистское правительство Германии в нарушении Конкордата 1933 года, и кроме того в том, что «он сеет ростки подозрения, раздора, ненависти, клеветы, тайную и явную фундаментальную враждебность ко Христу и его Церкви». Папа подчеркнул, что на горизонте появились «грозные тучи» религиозных войн уничтожения Германии.
Копии энциклики были контрабандой доставлены в Германию, для прочтения священниками и епископами со своих кафедр. Данная энциклика стала единственной когда-либо написанной на немецком языке, и была адресована немецкому епископату и была прочитана во всех приходах Германии. Проект энциклики подготовил кардинал Михаэль фон Фаульхабер, предисловие к ней написал кардинал Пачелли (ставший впоследствии Папой Пием XII). Энциклика не была предварительно оглашена, дабы её распространение было засекречено в целях обеспечения беспрепятственного публичного чтения во всех католических храмах Германии.
В предисловии к энциклике рассматриваются исторические моменты конкордата Римско-Католической Церкви и Третьего рейха. В тексте осуждаются языческие корни идеологии национал-социализма, мифы о расе и крови и ошибочность нацистских представлений о Боге. Документ предупреждал католиков о том, что завоевывавшая всё большую популярность нацистская идеология, которая ставила одну из рас над другими, несовместима с католицизмом. По словам Мартина Ронхаймера, Пачелли добавил к проекту, написанному в осторожном стиле, следующий абзац:

Если кто-то выделяет расу, этнос, государство или его специфическую форму либо иную фундаментальную ценность человеческого общества — сколь бы необходимыми и уважаемыми ни были их функции — над уровнем их обычной ценности и делает их объектом поклонения, то он искажает и извращает мир, замышленный и сотворённый Богом.

Нацисты в ответ активизировали свою кампании против церкви. Последовали преследования против Церкви в Германии, включая «инсценированные процессы над монахами по обвинению в однополом блуде, с максимальной публичностью». Вольфганг Бенц и Томас Данлоп, напротив, утверждают, что «монастырские процессы» имели место в 1935—1937 гг. Фрэнк Дж. Коппа утверждает, что нацистские власти усмотрели в папской энциклике «призыв к борьбе против Рейха», и что Гитлер был в ярости и «обещал отомстить Церкви». По словам католических исследователей Элера и Моралля, первоначально нацисты намеревались отреагировать на папское вмешательство разрывом конкордата («но после раздумий правительство не стало делать этого»), а в дальнейшем в ходе войны отношения двух сторон стабилизировались. Отчасти, это было связано с тем, что после аншлюса Австрии численность католического населения Рейха уравнялась с численностью протестантского. После войны конкордат сохранился и статус церкви был восстановлен до статуса, действовавшего до прихода нацистов к власти).

#### Реакция прессы и правительства
В то время когда многие немецкие католики, принявшие участие в печати и секретном распространении энциклики «Mit brennender Sorge» попали в тюрьмы и концлагеря, западная пресса и общество хранили молчание; данную ситуацию Папа Пий XI с горечью окрестил «заговором молчания». Поскольку экстремистский характер нацистского расового антисемитизма стал очевидным, и в то время когда Муссолини в Италии в конце 1930-х годов начал подражать антиеврейским и расовым законам Гитлера, Папа Пий XI продолжал отстаивать свою антинацистскую позицию, сформулированную в энциклике «Mit brennender Sorge». В фашистской Италии был опубликован Итальянский расовый манифест (известный как «Устав расы» или «Расовый манифест»), который подготовил принятие в октябре 1938 года расовых законов и объявлял итальянцев потомками арийской расы; запрещал браки между евреями и итальянцами, конфисковал имущество итальянских евреев. Антисемитские законы лишили евреев итальянского гражданства и запрещали иметь посты и должности в банковских, образовательных, правительственных и профессиональных учреждениях. Манифест продемонстрировал огромное влияние Адольфа Гитлера на Бенито Муссолини, поскольку Италия стала союзником фашистской Германии. В ответ в публичном выступлении в Ватикане обращаясь к бельгийским паломникам в 1938 году, Папа подчёркивал: «Мы хорошо знаем из католической мессы, что Авраам — это наш патриарх и родоначальник. Антисемитизм несовместим с высокими идеалами христианства. Это движение, с которым мы, христиане, не можем иметь ничего общего. Нет, нет, говорю я вам, что это невозможно и недопустимо для христианина участвовать в антисемитизме. Через Христа и во Христе мы все — духовные потомки Авраама. Духовно, мы [христиане] все семиты». Данные комментарии Папы не упоминались в L’Osservatore Romano (официальном печатном органе Святого престола) или по Радио Ватикана, а были опубликованы только в бельгийской про-католической газете «La Libre Belgique» 14 сентября 1938 года, и 17 сентябре 1938 года во французской католической газете «La Croix». Затем они были опубликованы по всему миру, но имели малый резонанс в светских СМИ. «Заговор молчания» включал в себя не только молчание светской власти против ужасов нацизма, но и замалчивание преследований Церкви в Мексике, СССР и Испании. Несмотря на публикацию в прессе данных заявлений, Пий XI в частном порядке предположил, что проблемы Церкви в этих трёх странах были «усилены антихристианским духом иудаизма».

#### Хрустальная ночь

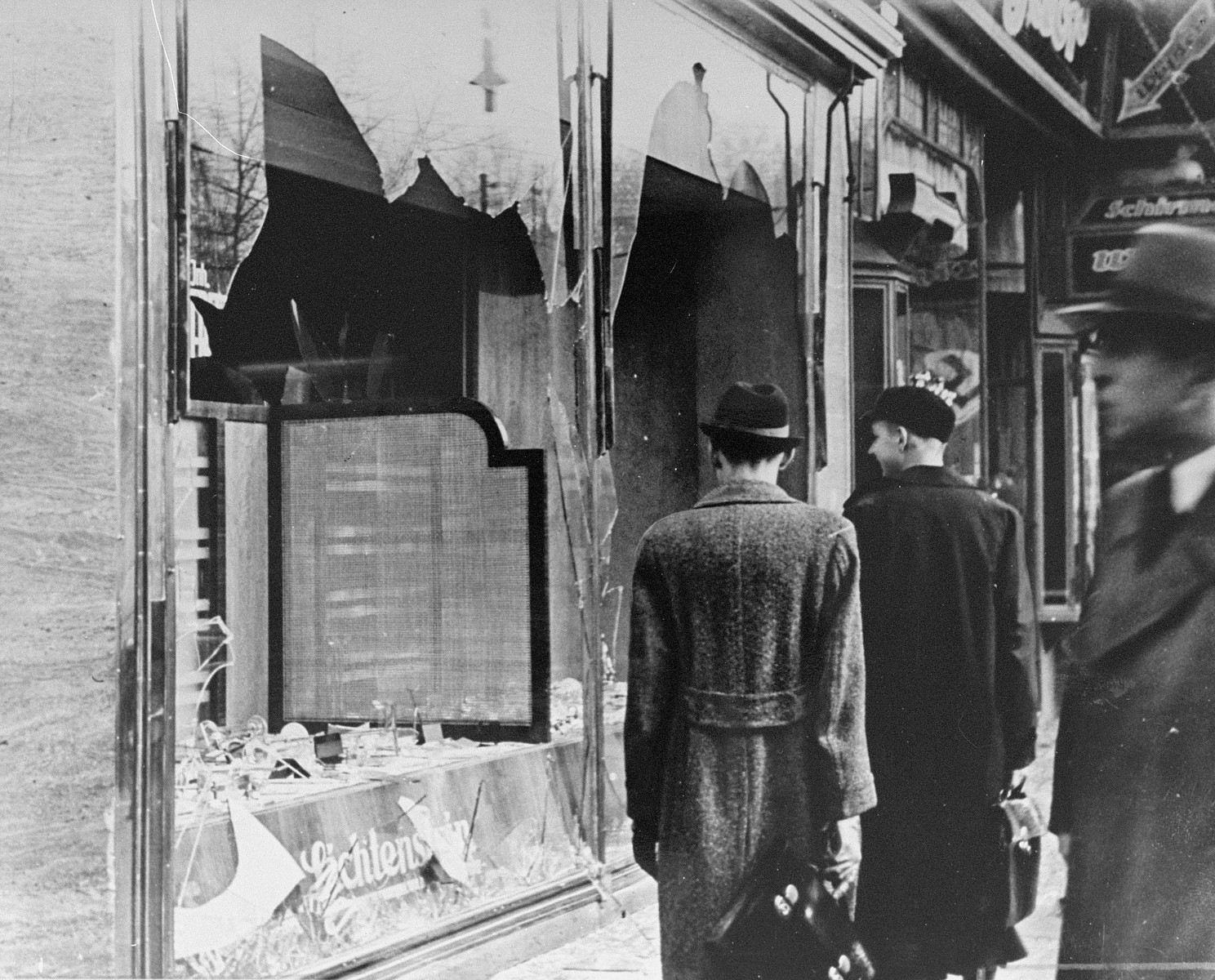
Разбитые витрины

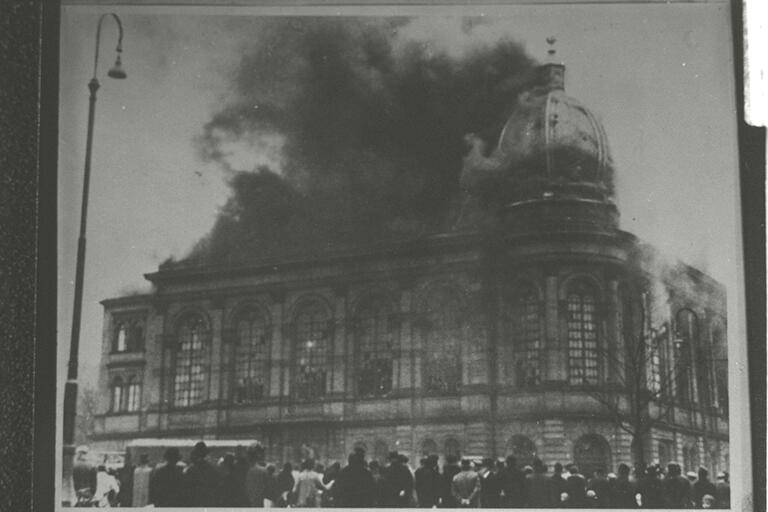
Франкфуртская синагога на Бёрне-плац, подожжённая погромщиками

Когда нацистское правительство Германии начало воплощать в жизнь свою антисемитскую программу в 1933 году, Папа Пий XI распорядился, чтобы апостольский нунций в Германии Чезаре Орсениго «изыскал и по возможности участвовал в помощи еврейскому населению Германии». Однако Орсениго оказался не готов к возложенной на него миссии, и более чем еврейским вопросом был озабочен антицерковной политикой нацистов, и тем, как она повлияет на немецких католиков.
11 ноября 1938 года после событий «Хрустальной ночи», Папа Пий XI присоединился к западным лидерам, осудившим погром. В ответ нацисты организовали массовые демонстрации против католиков и евреев в Мюнхене, а гауляйтер Мюнхена-Верхней Баварии Адольф Вагнер на митинге, собравшем до 5 000 человек, объявил следующее: «Каждое высказывание Папы в Риме — это подстрекательство евреев по всему миру, это агитация против Германии». 21 ноября, в своём обращении к католикам по всему миру, Папа Римский отверг претензии нацистов на расовое превосходство, и настаивал на том, что нет только одной избранной человеческой расы. На следующий день Роберт Лей, Председатель Германского трудового фронта, заявил в Вене: «Мы без сострадания будем относиться к евреям. Мы решительно отрицаем заявление Папы Римского, что нет избранной расы, а есть только род человеческий. Евреи — паразиты».
Крупные католические деятели, в том числе кардинал Альфредо Шустер (архиепископ Милана), кардинал Йозеф ван Руй (архиепископ Брюсселя) и кардинал Жан Вердье (архиепископ Парижа) решительное поддержали осуждение Папой Пием XI событий «Хрустальной ночи».

### Отношений с Восточной Азией
Период понтификата Пия XI в восточной Азии ознаменовался ростом и укреплением Японской империи, а также объединением Китая под властью Чан Кайши. В 1922 году Пий XI учредил должность апостольского нунция в Китае, и назначил Луиджи Костантини первым послом Святого Престола в Китайской республике. 1 августа 1928 года Папа направил послание с поддержкой идеи политического объединения Китая. После японского вторжения в Северный Китай в 1931 году и создания государства Маньчжоу-го, Святой Престол признал новое государство. 10 сентября 1938 года Папа провёл приём в Кастель-Гандольфо для официальной делегации из Маньчжоу-го во главе с министром иностранных дел Хань Юном.

### Деятельность в Америке
Екатерина Дрексель для защиты прав индейцев, афроамериканцев и распространения Евангелия основала в Америке женскую монашескую конгрегацию «Сёстры Святого Причастия». Екатерина Дрексель переписывалась с Пием XI, а также с его предшественниками. В 1887 году во время посещения в Риме Папы Льва XIII просила его направить миссионеров для пастырской работы среди индейцев. Папа Лев XIII во время этой встречи дал своё апостольское благословение Екатерине Марии Дрексель заниматься миссионерской деятельностью среди коренных народов, проживающих в США, и среди афроамериканцев. В одном из писем Пию XI Екатерина Дрексель прислала фотографии школы при Университете Ксавье, школ в Новом Орлеане и Луизиане, которые она основала для индейцев и афроамериканцев. Кроме этого она построила многочисленные часовни, церкви и монастыри для членов основанной ею женской конгрегации во всех частях США. Пий XI в ответ послал ей своё благословение и поддержку в трудном деле миссионерства. Также Папа ответил, что прочитал роман Гарриет Бичер-Стоу «Хижина дяди Тома» о неприятии рабовладения в Америке. Роман произвёл на Пия XI глубокое впечатление, он был озабочен жизнью афроамериканцев, их непростым положением в американском обществе даже после отмены рабства в 1865 году.

### Бразилия
16 июля 1930 года Папа Пий XI объявил Богоматерь Апаресиды покровительницей Бразилии.

## Преследования христиан
Пий XI столкнулся с беспрецедентным преследованием Католической Церкви в Мексике и Испании и с гонениями всех христиан, особенно восточных католических церквей в СССР. Он называл это «ужасным треугольником».

### СССР
Обеспокоенный гонениями на христиан в Советском Союзе, Пий XI уполномочил апостольского нунция в Германии Эудженио Пачелли тайно работать над дипломатическими соглашениями между Ватиканом и Советским Союзом. Пачелли вёл переговоры о поставках продовольствия в Россию и встречался с советскими представителями, включая Наркома иностранных дел СССР Георгия Чичерина, который отвергал любой вид религиозного образования и рукоположения в священников и епископов, но предложил тайное соглашение, жизненно важное для Ватикана. Несмотря на пессимизм Ватикана и отсутствие видимого прогресса, Пачелли продолжал тайные переговоры, пока Пий XI в 1927 не распорядился их прекратить, потому что они не приносили никаких результатов и могли быть опасным для Церкви, если были бы обнародованы.
Жесткое преследование духовенства, монахов, монахинь и прихожан, продолжалась до 1930-х годов. В дополнение к ссылке и уничтожению многих священнослужителей, монахов и мирян, была проведена конфискацию церковного имущества для жертв Голодомора, а также закрытие многих храмов и церквей, что стало обычным явлением в СССР. Тем не менее, согласно официальному отчету на основе переписи населения в СССР 1936 года, около 55 % советских граждан открыто назвали себя верующими.
В мае 1922 года, в связи с Генуэзской конференцией, обратился к державам, имевшим с курией дипломатические отношения, с посланием, в котором предлагал признать Советскую Россию только на определенных условиях, означавших вмешательство во внутренние дела страны. Пий XI пошел на ликвидацию «Римского вопроса» и в 1929 году заключил с фашистской Италией Латеранские соглашения. В феврале 1930 года провозгласил крестовый поход против СССР, вылившийся в международную антисоветскую кампанию. В 1933 году подписал конкордат с фашистской Германией. В своих энцикликах (1931, 1937) одобрял фашистский корпоративный режим в Италии. Поддерживал империалистическую политику итальянского и германского фашизма. Однако преследования католической церкви и разгул расизма в фашистской Германии вынудили Пия XI выпустить 14 марта 1937 года энциклику, осуждавшую гонения на религию и расизм гитлеровцев. 19 марта 1937 году издал энциклику против коммунизма

### Мексика
Во время понтификата Пия XI Католическая церковь в Мексике подверглась жестоким гонениям, которые привели к гибели более 5000 священников, епископов и верующих. В штате Табаско церковь стала фактически вне закона. В своей энциклике «Iniquis afflictisque» от 18 ноября 1926 года Папа Пий XI протестовал против убийств и преследований. Вмешательство США в 1929 году в конфликт позволило достигнуть соглашения, однако гонения возобновились в 1931 году. Пий XI вновь осудил правительство Мексики в энциклике «Acerba animi» от 29 сентября 1932 года.
Гонения продолжались до 1940 года, когда уже при Папе Пие XII в правление президента Мексики Мануэля Авилы Камачо конфликт был прекращён. В период с 1926 по 1934 год по меньшей мере 40 священников были убиты. Из 4500 священников, служивших Ватикану до восстания, в 1934 году осталось только 334 (имевших разрешение правительства), на 15 миллионов человек населения. Причиной сокращения количества священников стали эмиграция, высылка и убийства. К 1935 году 17 штатов не имело священников вовсе.

### Испания
Республиканское правительство, пришедшее к власти в Испании в 1931 году, было сильно антицерковным, провело секуляризацию образования, запретило религиозное образование в школах, и изгнало иезуитов из страны. На праздник Пятидесятницы 1932 года Папа Пий XI выразил по этому поводу протест и потребовал реституцию прежних прав и преимуществ. Он попросил католиков Испании бороться всеми законными средствами против принятых испанским правительством мер.
3 июня 1933 года Пий XI издал энциклику «Dilectissima Nobis», в которой он описал экспроприацию всех церковных зданий, епископских резиденций, приходских домов, семинарий и монастырей. По испанским законам, теперь они были собственностью испанского государства, которому Церковь должна была платить аренду и налоги, чтобы пользоваться этим имуществом.
В 1936 году началась Гражданская война в Испании, в ходе которой были уничтожены тысячи церквей, тринадцать епископов и около 7000 священников и католиков-испанцев были убиты. Католики, которые первоначально не поддерживали войну и республику, всё же смогли убедить генерала Франко оказывать поддержку Церкви на протяжении всей войны.

## Сиро-маланкарская католическая церковь
В 1926 году пять епископов маланкарцев вошли в конфликт с иерархией Сиро-яковитской церкви и начали переговоры со Святым Престолом. Естественным условием Ватикана был отказ от монофизитства и принятие всей остальной католической догматики. Со своей стороны Святой Престол согласился принять священников и епископов маланкарцев в сущем сане и сохранить за ними их западно-сирийский обряд. На таких условиях согласились воссоединиться с Католической церковью двое епископов и несколько священников, которые были 20 сентября 1930 года торжественно приняты в Католическую церковь. Этот день фактически является датой рождения новой Сиро-маланкарской католической церкви западно-сирийского обряда.

## Осуждение расизма

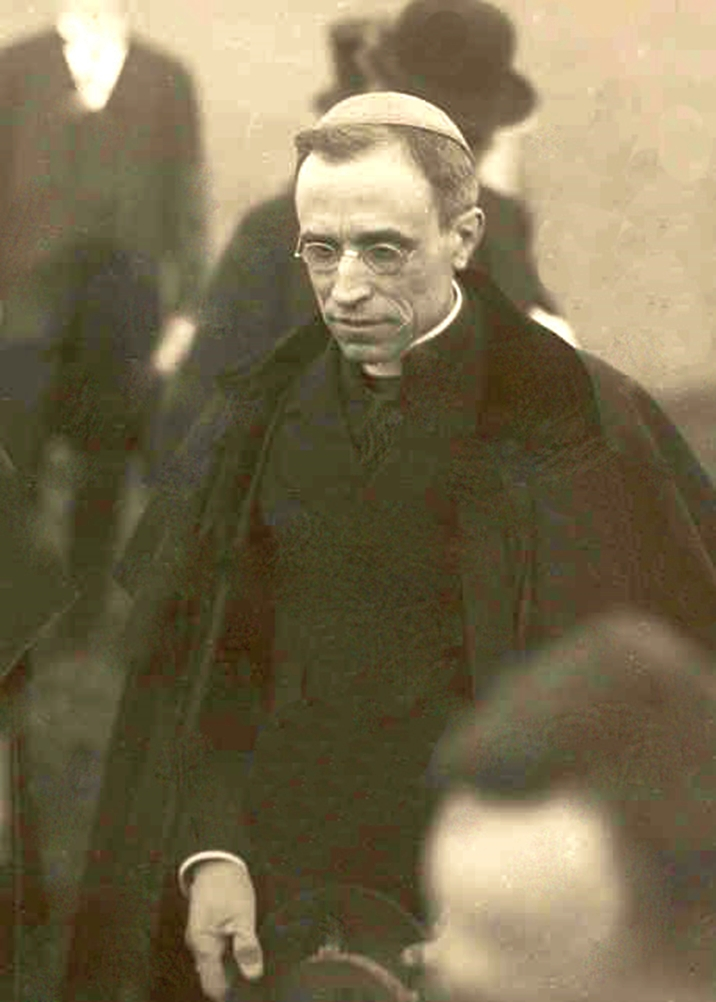

Фашистское правительство Италии воздерживалось от копирования немецких расовых и антисемитских законов и нормативных актов до 1938 года, когда Италия ввела антисемитское законодательство. Папа Римский публично попросил Италию воздержаться от принятия унизительных расистских законов, заявив, что термин «раса» является спорным, и может быть целесообразным лишь для различия животных. Католическая точка зрения относится к «единству человеческого общества», которое включает в себя множество наций и народов, как музыка включает в себя интонации. Италия, цивилизованная страна, не должна подражать варварскому немецкому законодательству, говорил Пий XI. В этой же речи он подверг критике правительство Италии за угрозы и нападения на Католическое действие и на само Папство.
В апреле 1938 года по просьбе Пия XI, в Священной Конгрегации семинарий и университетов разработали учебный план, осуждающий расистские теории, однако его публикация была отложена.
Питер Кент, историк, считает:

К моменту своей смерти Пию XI удалось организовать многочисленные церковные протесты против расового законодательства и связей Италии с Германией. Он целеустремленно продолжал обличать зло нацистского режима при любой возможности, и больше всего опасался открытого раскола между Церковью и государством в своей любимой Италии, однако Папа добился лишь некоторых незначительных успехов: малое улучшение позиции Церкви в Германии с одной стороны, и с другой стороны рост враждебности по отношению к Церкви со стороны итальянского фашистского режима. Почти единственным положительным результатом последних лет его понтификата были более тесные отношения с либеральной демократией, и тем не менее, даже это было воспринято многими как партизанская позиция Папы.

### Humani generis unitas
Пий XI запланировал энциклику «Humani generis unitas» («О единстве человеческого рода»), осуждающую расизм в США, Европе и других странах, а также антисемитизм, колониализм и насилие германского национализма. По мнению некоторых источников в Ватикане, включая кардинала Эжена Тиссерана, который в то время был Секретарём Священной конгрегации по делам Восточной церкви, проект энциклики уже был готов и подан Папе на подпись, однако Пий XI умер от сердечного приступа, не успев опубликовать энциклику. Энциклика впервые была опубликована в 1995 году во Франции, и переведена на английский язык в 1997 году.
Преемник Пия XI, Папа Пий XII, которому не был известен текст энциклики до смерти своего предшественника, решил не публиковать её. Его первая энциклика «Summi Pontificatus» («О Верховном Понтификате») от 12 октября 1939 года, опубликованная после начала Второй мировой войны, содержит мысль о единстве человеческого общества и использует многие доводы подготовленной энциклики Пия XI, избегая негативных характеристик еврейского народа:

Какое замечательное явление, которое заставляет нас созерцать род человеческий в единстве происхождения от Бога, в единстве его природы, находящейся в равной степени в теле и душе каждого человека; в единстве жизни и смерти; в единстве своего жилища и земли, чьими благами по праву природы могут пользоваться все люди для поддержки и развития жизни; в единстве сверхъестественности конца: сам Бог, к которому все должны стремиться, в единстве средств для достижения этой цели; в единстве искупления, данного Христом для всех.

## Личность

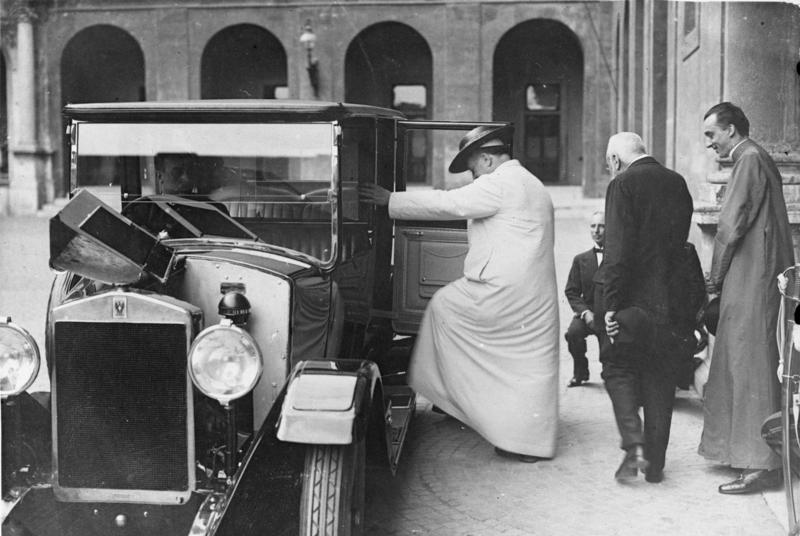
Пий XI первым из пап стал пользоваться автомобилем

Пий XI был демократичен и говорил без излишеств, что делало его похожим на Папу Пия X. Пий XI был увлечён наукой и очарован силой радио, что вскоре привело к созданию и открытию Радио Ватикана. Папа был заинтригован новыми технологиями, которые он использовал во время своего понтификата. Также был известен редкой улыбкой.
Пий XI временами имел вспыльчивый характер, обладал обширными знаниями и всегда держался с достоинством. Папа настаивал на том, чтобы обедать в одиночестве, не позволял помощникам и другим священникам при этом присутствовать. Пий XI часто встречался с политическими деятелями, но всегда приветствовал их сидя. Даже когда его брат и сестра хотели его видеть, они должны были обращаться к нему «Ваше Святейшество» и записываться на приём.
Пий XI был очень требовательным человеком, и стал безусловно, одним из самых строгих Пап того времени. Он имел очень высокие стандарты морали и не терпел любого рода поведение, не подходившее под данные стандарты. Когда Анджело Джузеппе Ронкалли, будущий Папа Иоанн XXIII, служивший в то время папским нунцием в Болгарии, допустил дипломатический просчёт, Пий XI наказал Ронкалли следующим способом: заставил встать на колени и простоять так 45 минут. Однако, когда Пий XI узнал, что Ронкалли сделал ошибку при обстоятельствах, за которые не может справедливо считаться виновным, Папа извинился перед ним, не сумев сохранить самообладание в узде в вопросах веры и морали. Ронкалли принял его извинения и руку дружбы Папы.

## Смерть и погребение

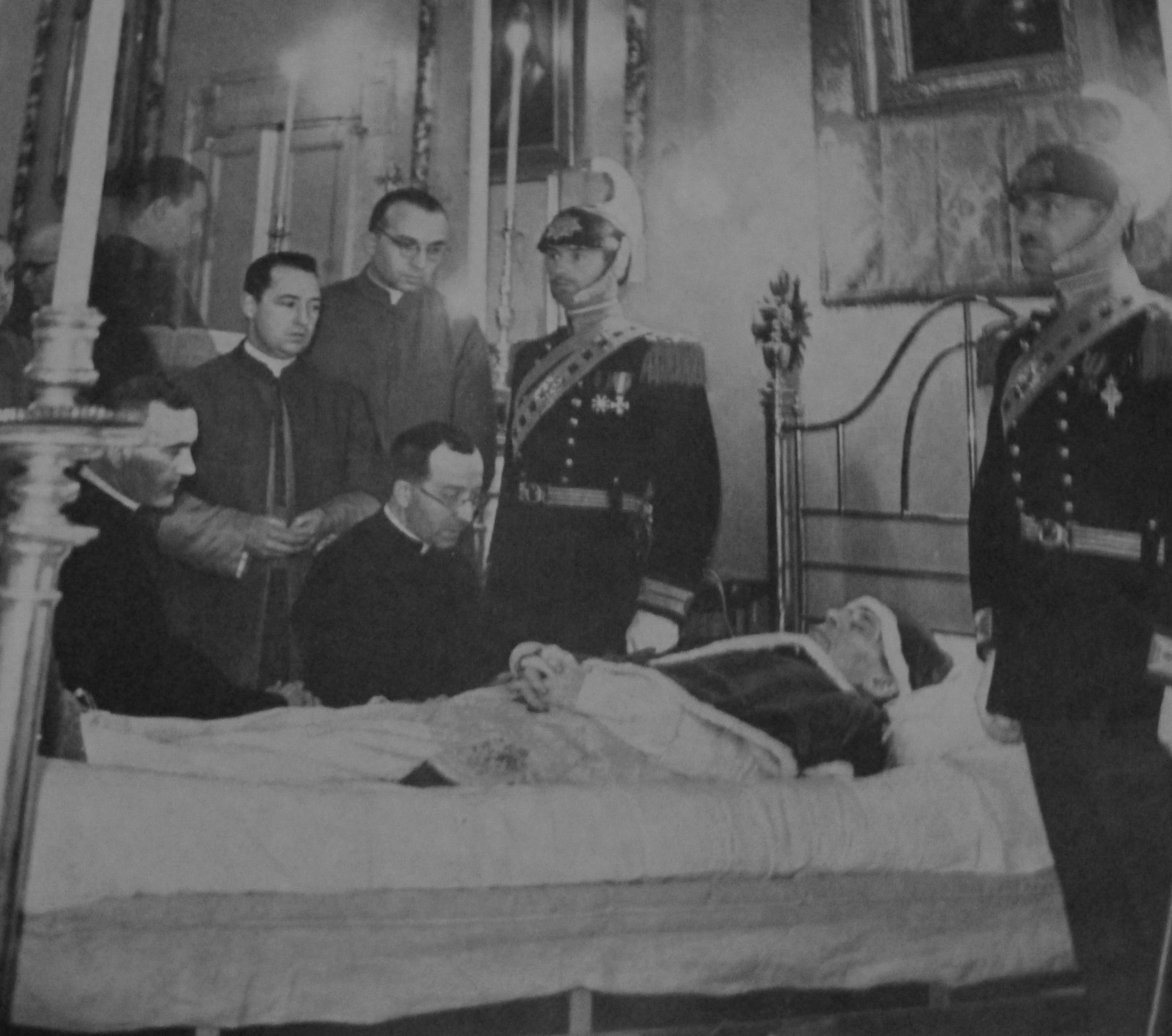
Пий XI на смертном одре

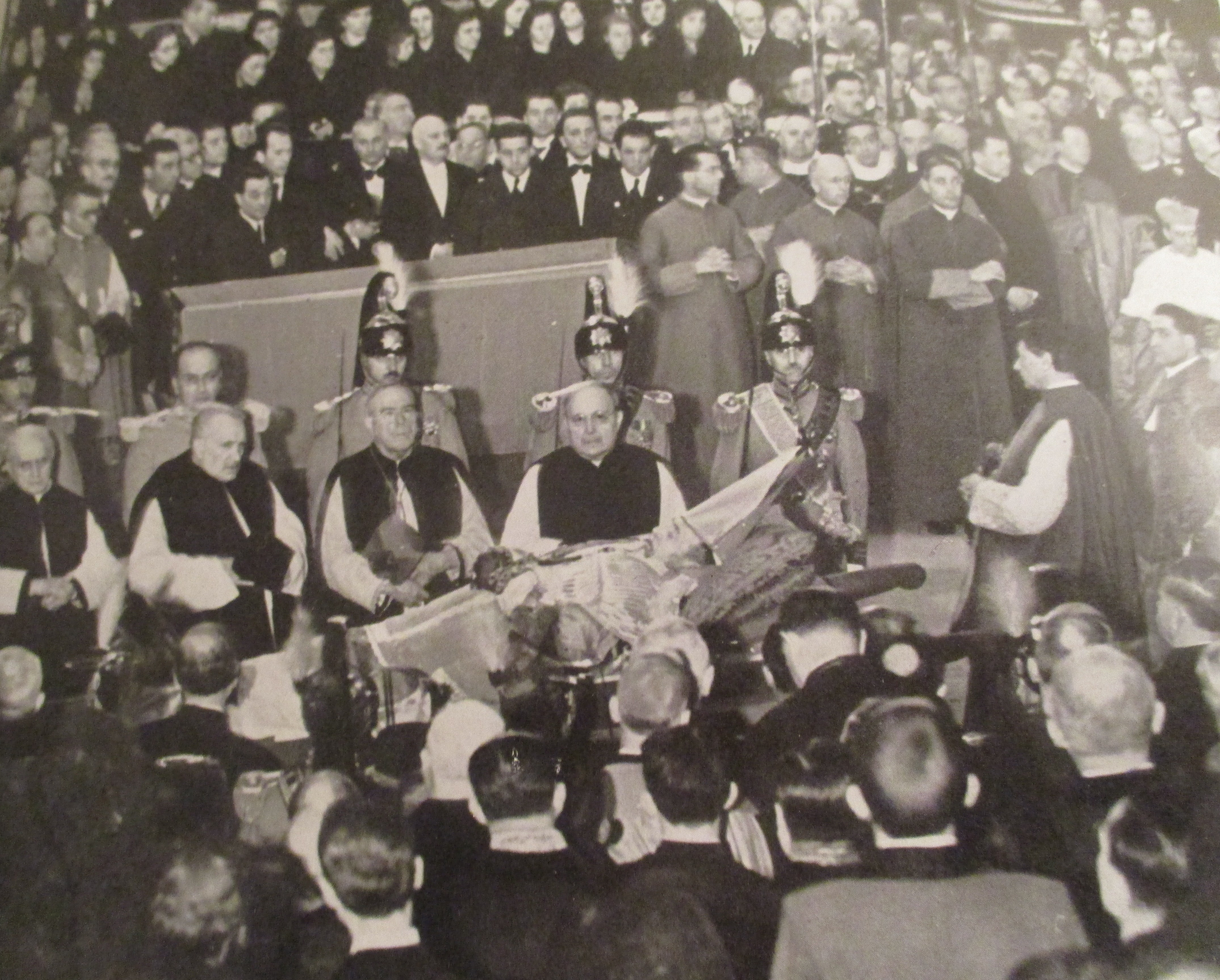
Похороны Пия XI

Папа Пий XI был болен некоторое время после того, как 25 ноября 1938 года он перенёс два сердечных приступа в течение нескольких часов. У него были серьёзные проблемы с дыханием, Пий XI практически не покидал свою квартиру. Папа дал своё последнее апостольское послание в Папской академии наук, которую он основал, говорил без заранее подготовленного текста об отношениях между наукой и религией. Медики сообщили, что сердечная недостаточность в сочетании с бронхиальными приступами безнадёжно усложняли и без того слабые перспективы выздоровления.
Папа Пий XI умер в 5:31 утра по Римскому времени после третьего сердечного приступа 10 февраля 1939 года, в возрасте 81 года. Последние слова, обращённые к тем кто был рядом с умирающим Папой, были произнесены с ясностью и твёрдостью: «Я оставляю часть своей души с вами в этом мире». Некоторые считают, что он был убит на том основании, что его лечащим врачом был доктор Франческо Петаччи, отец любовницы итальянского диктатора Бенито Муссолини. Папа Пий XI был похоронен в крипте Собора Святого Петра 14 февраля 1939 года, в главной часовне, рядом с могилой Святого Петра. Гроб Пия XI был заменён в 1944 году более роскошным.

## Награды
- Орден Святого Сильвестра
- Орден Святого Григория Великого
- Орден Пия IX
- Орден Золотой шпоры
- Верховный орден Христа
- Орден Святого Гроба Господнего Иерусалимского

Иностранные награды
- Орден Белого орла (Польша) — за мудрое служение на посту апостольского нунция в Польше (25 января 1922)

## Наследие

Гробница Папы Пия XI

Пий XI был Папой Римским, чей понтификат пришёлся между двух мировых войн. Бывший библиотекарь, он реорганизовал архивы Ватикана и был изображён на множестве рисунков и обложек книг. Он также был известным альпинистом с множеством покорённых и названных его именем вершин в Альпах.
Один из чилийских ледников был назван в честь Пия XI. В 1940 году епископ Томас Бернард Пирсон основал альпинистский клуб имени Акилле Ратти, базирующийся в Великобритании.
Пий XI основал Папскую академию наук в 1936 году, с целью превращения её в «научный сенат» Церкви. Враждебный к любой форме этнической или религиозной дискриминации, Папа для исследований назначил более восьмидесяти учёных из разных стран и разных по происхождению.
В его честь Иоанн XXIII учредил Золотую медаль Пия XI, которую Совет Папской академии наук присуждает молодым учёным в возрасте до 45 лет, которые зарекомендовали себя на международном уровне.
Сиро-маланкарская католическая церковь основала школу его имени в штате Керала, Индия.